# Eriococcus rhadinothrix
Eriococcus rhadinothrix är en insektsart som beskrevs av Miller och González 1975. Eriococcus rhadinothrix ingår i släktet Eriococcus och familjen filtsköldlöss. Inga underarter finns listade i Catalogue of Life.